# آپورک
آپ‌ورک (انگلیسی: Upwork) یک پلتفرم کاریابی از نوع فری‌لنسرینگ آمریکایی می‌باشد، که در آن متخصصین (افراد دارای تجربه و تخصص) می‌توانند با شرکت‌ها و استارتاپ‌های مختلف جهت همکاری ارتباط بگیرند. پلتفرم فریلنسرینگ آپ‌ورک هم‌اکنون بیش از ۱۸ میلیون فری‌لنسر و ۵ میلیون مشتری ثبت‌شده را دارا می‌باشد.

## چگونه کار می‌کند؟
شرکت‌ها و کسب‌وکارها در یک پنل کاربری مشخص می‌توانند در آپ‌ورک اقدام به ثبت آگهی استخدام به صورت دورکاری یا فریلنسری کنند. همچنین آپورک به کارفرمایان اجازه، مصاحبه، بررسی رزومه و عقد قرارداد همکاری را می‌دهد. تعیین محدوده قیمتی انجام پروژه کاملاً توافقی بوده و توسط کارفرما و فرد متخصص، تعیین می‌گردد.

## جسارت‌های وابسته
- فایور
- تاپ‌تال